# The Blue Cafe
The Blue Cafe (прибл. пер. на рус. Синее кафе или Кафе печали) — четырнадцатый студийный альбом Криса Ри, выпущен в 1998 году.

## Список композиций
Слова и музыка всех песен — Криса Ри.
| №   | Название                      | Длительность |
| --- | ----------------------------- | ------------ |
| 1.  | «Square Peg, Round Hole»      | 3:58         |
| 2.  | «Miss Your Kiss»              | 4:05         |
| 3.  | «Shadows of the Big Man»      | 4:49         |
| 4.  | «Where Do We Go from Here?»   | 4:32         |
| 5.  | «Since I Found You»           | 4:37         |
| 6.  | «Thinking of You»             | 3:31         |
| 7.  | «As Long as I Have Your Love» | 4:44         |
| 8.  | «Anyone Quite Like You»       | 4:49         |
| 9.  | «Sweet Summer Day»            | 4:45         |
| 10. | «Stick by You»                | 4:05         |
| 11. | «I’m Still Holding On»        | 4:55         |
| 12. | «The Blue Cafe»               | 4:49         |

## Участники записи
- Крис Ри — вокал, гитара, композитор, продюсер
- Макс Миддлтон[англ.] — клавишные
- Томми Уиллис — гитара, настройщик
- Мартин Дитчэм — ударные, ударная установка
- Джон Карвер — художественный руководитель